# Diane Lamein
Diane Lamein (* 18. Oktober 1979 in Amsterdam) ist eine ehemalige niederländische Handballspielerin. 
Diane Lamein spielte anfänglich in ihrer Heimat bei O.S.C Amsterdam, Aalsmeer, Van Riet Nieuwegein und VOC Amsterdam, bevor sie zum Bundesligisten Bayer 04 Leverkusen wechselte. Über die Vereine TV Lützellinden und VfL Oldenburg wechselte die Rückraumspielerin 2007 zum Buxtehuder SV. Nach der Saison 2012/13 beendete sie ihre Karriere.
Die Studentenweltmeisterin von 1999 bestritt 302 Länderspiele für die niederländische Nationalmannschaft, in denen sie 623 Treffer erzielte. Mit der niederländischen Auswahl belegte sie den fünften Platz bei der Weltmeisterschaft 2005 in Russland.

## Erfolge
- Studentenweltmeister 1999
- Finale Euro-City-Cup 1999[3]
- Halbfinale EHF-Cup 2002
- Vizemeister 2002 in der Bundesliga
- 5. Platz Weltmeisterschaft 2005
- Pokal-Endrunde Riesa 2006
- EHF Challenge Cup 2010